# Горбунова Ольга Костянтинівна
Ольга Костянтинівна Горбунова (27 серпня 1993, Златоуст) — російська ватерполістка, рухлива нападниця команди «Динамо-Уралочка» і збірної Росії. Бронзовий призер Олімпійських ігор 2016 року. Заслужений майстер спорту.

## Кар'єра
На Олімпіаді в Ріо-де-Жанейро у складі національної збірної Росії завоювала бронзову медаль.

## Особисте життя
Одружена Родіоном Горбуновим. У пари є дочка Ольга.

## Нагороди
- Медаль ордена «За заслуги перед Вітчизною» II ступеня (25 серпня 2016 року) — за високі спортивні досягнення на Іграх XXXІ Олімпіади 2016 року в місті Ріо-де-Жанейро (Бразилія), проявлену волю до перемоги[4].